# ADAC GT4 Germany
Die ADAC GT4 Germany ist eine deutsche Automobil-Rennserie, die größtenteils in Deutschland ausgetragen wird. Die Rennen werden im Rahmen des ADAC GT Masters gefahren, zum Einsatz kommen GT4-Fahrzeuge. Die Meisterschaft fand 2019 zum ersten Mal statt.

## Geschichte
Am 27. Juli 2019 wurde in einer Pressekonferenz der 24 Stunden von Spa verkündet, dass der ADAC die Rechte der GT4-Klasse für Deutschland erworben hat und durch eine neue Rennserie sein bisher bestehendes Motorsportprogramm (bestehend aus: ADAC GT Masters, TCR Germany und ADAC Formel 4) erweitern will. Die neue Rennserie orientiert sich an den ADAC GT Masters und ist als Sprungbrett für junge Talente gedacht. Die Seriengründung haben Hermann Tomczyk (ADAC Sportpräsident), Lars Soutschka (ADAC Geschäftsführer) und Stéphane Ratel (Gründer und CEO der SRO Motorsports Group) in die Wege geleitet. Die Rennserie konnte schon 2019 in das Motorsportprogramm des ADAC integriert werden.

## Reglement

### Fahrzeuge
Für die Meisterschaft sind GT4-Fahrzeuge zugelassen. Die Fahrzeugeinstufung (Balance of Performance, kurz BOP) übernimmt die SRO Motorsports Group. Die Reifen stellt wie beim ADAC GT Masters Pirelli zur Verfügung. Es werden unabhängig von der BOP sogenannte Handicapgewichte auf Basis der Fahreinstufung der FIA vergeben.

### Wertungen
| Punkteverteilung | Punkteverteilung | Punkteverteilung | Punkteverteilung | Punkteverteilung | Punkteverteilung | Punkteverteilung | Punkteverteilung | Punkteverteilung | Punkteverteilung | Punkteverteilung | Punkteverteilung | Punkteverteilung | Punkteverteilung | Punkteverteilung | Punkteverteilung |
| ---------------- | ---------------- | ---------------- | ---------------- | ---------------- | ---------------- | ---------------- | ---------------- | ---------------- | ---------------- | ---------------- | ---------------- | ---------------- | ---------------- | ---------------- | ---------------- |
| Platz            | 1                | 2                | 3                | 4                | 5                | 6                | 7                | 8                | 9                | 10               | 11               | 12               | 13               | 14               | 15               |
|                  | 25               | 20               | 16               | 13               | 11               | 10               | 9                | 8                | 7                | 6                | 5                | 4                | 3                | 2                | 1                |

Es wurden 4 verschiedene Wertungen ausgeschrieben:
Die Fahrerwertung richtet sich an alle Fahrer, die FIA-Fahrereinstufung ist irrelevant. Die Fahrer können nach demselben System wie in der ADAC GT Masters Punkte für die Meisterschaftswertung sammeln.
Die Teamwertung richtet sich an Teams, es kann nur das beste Fahrzeug eines Teams Punkte für die Wertung sammeln. Sollten mehrere Fahrzeuge desselben Teams in den Punkterängen liegen, ist nur das beste Fahrzeug berechtigt Punkte zu sammeln, die anderen fallen aus der Wertung und ein Fahrzeug eines anderen Teams rückt nach.
In den Juniorwertungen können Fahrer, die jünger als 20 Jahre und eine Bronze- oder Silber FIA-Fahrereinstufung haben, antreten.
Für die Trophywertung sind Fahrer, die 35 Jahre oder älter sind, berechtigt Punkte zu sammeln. Außerdem müssen diese Fahrer von der FIA als Bronze eingestuft sein.
Ferner gibt es Multiplikatoren für die Junioren- und Trophywertung, die von den Fahrerpaarungen abhängen. 2 Silber-Fahrer erhalten einfache Punkte, eine Kombination aus einem Silber- und einem Bronze-Fahrer bekommt einen 1,5-fachen Punkte-Multiplikator, während 2 Bronze-Fahrer doppelte Punkte erhalten.

### Rennwochenende

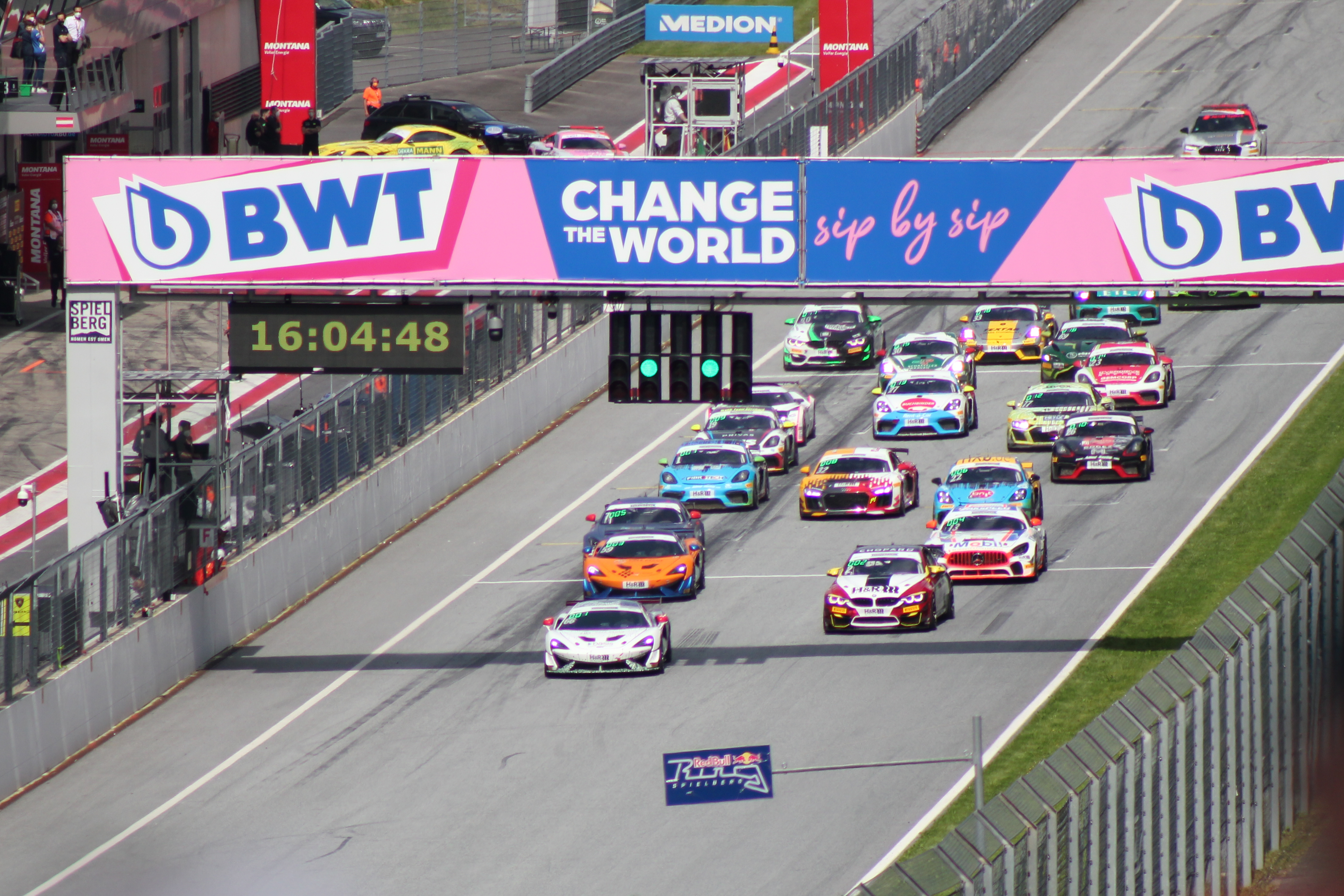
Start zum ersten Rennen der Saison 2021 in Spielberg

Es werden 2 Qualifyings ausgetragen, jeweils 20 Minuten. In Q1 wird der Startplatz für das erste Rennen ausgefahren, in Q2 der Startplatz für das zweite Rennen. Pro Rennwochenende werden 2 Läufe absolviert, die Rennen dauern wie bei den ADAC GT Masters eine Stunde. Zwischen der 25. und 35. Rennminute muss ein Fahrerwechsel vollzogen werden. Es muss eine Mindeststandzeit eingehalten werden, die von der Strecke abhängig ist; bei einem Boxenstopp dürfen maximal 2 Personen am Fahrzeug arbeiten.

## Meister
| Jahr | Fahrermeister                       | Teammeister                     | Meister der Trophywertung       | Meister der Juniorwertung |
| ---- | ----------------------------------- | ------------------------------- | ------------------------------- | ------------------------- |
| 2019 | Eike Angermayr Mads Siljehaug       | Hofor Racing by Bonk Motorsport | Oliver Mayer                    | Marius Zug                |
| 2020 | Nicolaj Møller-Madsen Jan Kasperlik | Team Allied-Racing              | Stephan Grotstollen Georg Braun | Jan Marschalkowski        |
| 2021 | Michael Schrey Gabriele Piana       | Team Zakspeed                   | Tom Kieffer Christian Kosch     | Theo Nouet                |
| 2022 | Hugo Sasse Mike David Ortmann       | Dörr Motorsport                 | Tom Kieffer Christian Kosch     | Hugo Sasse                |
| 2023 | Hugo Sasse Mike David Ortmann       | AVIA W&S Motorsport             | Marat Khayrov                   | Simon Connor Primm        |
| 2024 |                                     |                                 |                                 |                           |

## Übertragung
Die Rennen werden im Fernsehen von Sport1 übertragen; außerdem bietet der ADAC die Rennen als Live-Stream und als Video-on-Demand auf YouTube an.